# 2019冠状病毒病疫情对电影业的影响

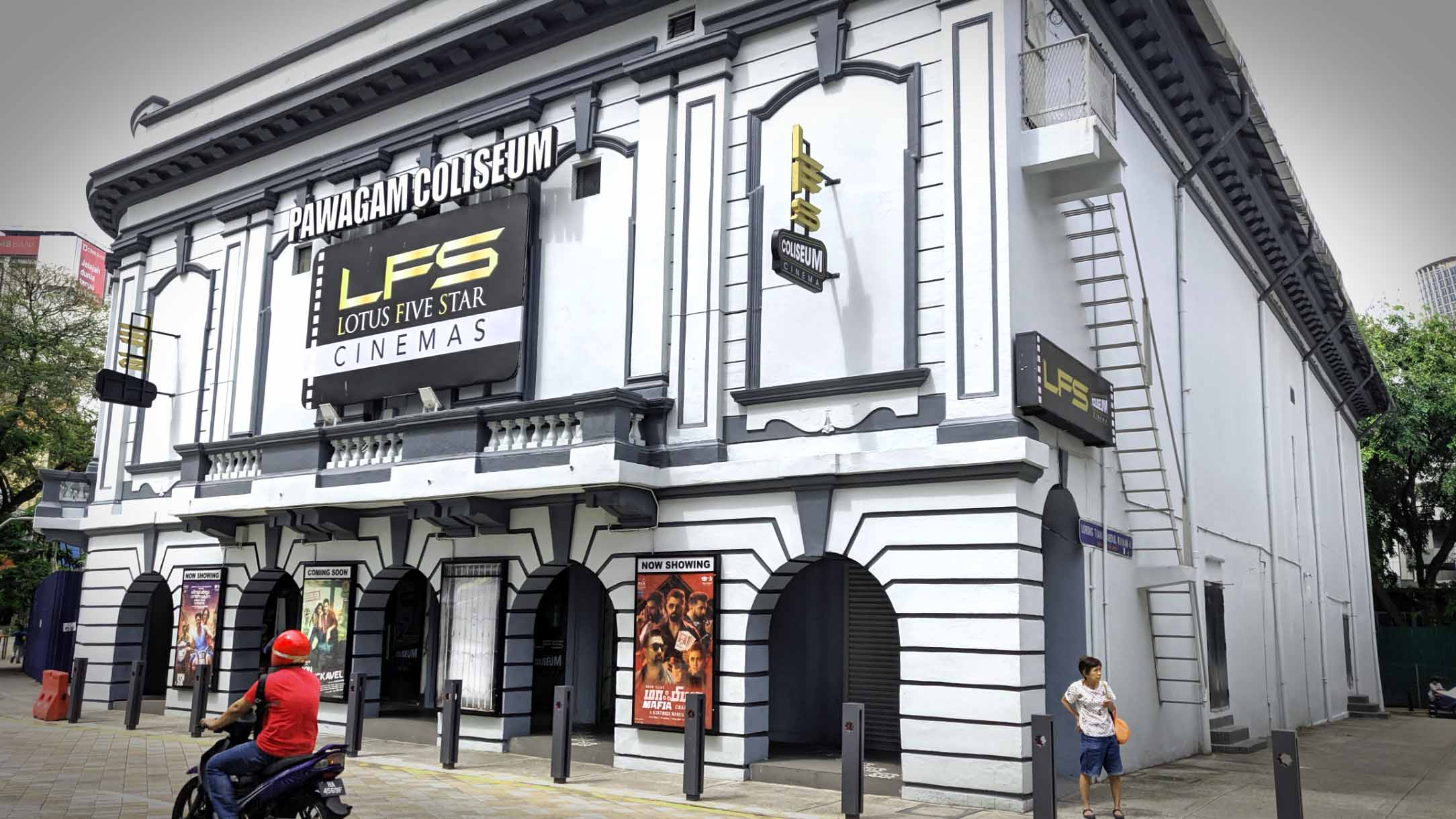
2020年3月，吉隆坡一家电影院关闭。

由于2019冠状病毒病疫情，世界各国不同程度地关闭了电影院，取消或推迟电影节，同时部分电影的上映时间推迟。由于电影院关闭，全球电影票房蒸发数十亿美元，但与此同时線上串流媒体产业受到歡迎，致使Netflix股价大涨，电影发行商股价急剧下降。3月份电影的上映几乎都延期或取消，电影制作陷入停顿。预计电影行业会遭受重大损失。
受疫情影响，2020年3月初，据估计全球电影票房损失50亿美元。此後還持續增加當中。

## 票房
中国大陸是世界上第二大电影票房市场，中国大陆疫情于2020年1月春节档期暴发后，有超过7万家电影院关闭。2020年前两个月，中国大陆票房下降到390万美元，比去年同期的21.48亿美元相比有大幅度下降。香港電影院由於普遍有合約協定提供部分票房收入，無法關閉。業界表示希望香港政府宣佈關閉電影院，政府回應香港為自由社會，不會頒佈相關法令。
意大利暴发疫情，当地政府于2020年3月8日宣布关闭所有电影院一个月。关闭前，3月6日到8日周末的票房比去年同期下跌94%。法国疫情暴发后，电影院照常营业，不过座位数减半，其中皇帝位被取消，以减少观众与银幕的距离，此举被爱尔兰和北爱尔兰院线Omniplex Cinemas效仿。3月12日，卡塔尔关闭所有影院。
自2020年1月到3月3日，各地票房损失（除中国大陆）为：意大利70–75%、韩国60%、香港、菲律宾和新加坡35%、台湾30%。洛杉矶是重要电影市场，当地的经济命脉，但由于该县于3月宣布进入紧急状态，估计4月份的票房将下降到同期的20%。尽管处于紧急状态，单个电影放映厅容纳人数不过1000人，因此可以免受加利福尼亚州禁止公众集会禁令限制。全国电影院业主协会加利福尼亚州兼内华达州代表表示电影院会维持开放；历史上，类似紧急状态期间，电影院会维持开放。然而，3月份首周末的调查显示美国人支持关闭电影院。
3月首周末票房与2019年同期相比大幅度下跌，当时《惊奇队长》首周末上映仅在美国国内就斩获1.53亿美元票房，而2020年周末票房最后的电影《½的魔法》仅约3900万美元。3月第二个周末的美国票房创下自1998年10月以来的最低点，跌幅低于九一一恐怖袭击，为5530万美元。《½的魔法》成为周跌幅最大的皮克斯电影，票房为1050万美元，不过它是唯一一部突破1000万美元的影片，仍是周末的票房赢家。3月19日，华特迪士尼和环球宣布不再公布票房数字。
3月26日，由于新增病例数不再出现，中国大陆宣布重新开放电影院，据报有250到500家电影院开业。但是，官方于翌日宣布暂停重新开放电影院，直到同年7月20日才重新开放部分地区的影院。
據英國數據公司高爾街分析（Gower Street Analytics）表示，由於影院因疫情的影響而關閉，全球票房收入將受到約100億美元重大損失。

## 计划排期

### 颁奖礼
冠状病毒蔓延之后有两场颁奖典礼，一场是2月28日的第45届凯撒奖，另一场是3月6日的第43届日本电影学院奖。3月6日举行的日本电影学院奖不设嘉宾和记者。第40届金酸莓奖仍原计划在2020年3月14日举行，而后延期。
原定于3月27日举行的国际印度电影大奖颁奖礼取消，而意大利电影金像奖推迟到4月到5月举行。美国电影学会向朱莉·安德鲁斯颁发的终身成就奖典礼从4月推迟到夏季举行。英国皇家电视学会奖计划仅供提名人和学会代表参加。2020年拉美电影大奖延期。
计划在2020年3月22日举行的尼克儿童频道儿童选择奖推迟，发言人表示择日宣布举行日期。
好莱坞外国记者协会于3月26日宣布修改第78届金球奖的资格标准，循非电影原渠道上映的影片（如数字）如果“本来计划”在3月15日到4月30日之间在洛杉矶的电影院上映，可获保留入选资格。电影艺术与科学学院表示，下届奥斯卡金像奖的入选资格会可能有类似的变更，目前正在评估目前不确定形式下的个方面因素，制定需要作的变更。4月6日，电影艺术与科学学院宣布理事会会议推迟两周，于4月28日进行。
第39屆香港電影金像獎頒獎典禮原定於2020年4月19日晚举行，但因疫情影響，起初計劃縮小頒獎禮規模，后決定取消實體舞台形式頒獎禮，為香港電影金像獎歷史上首次。得獎結果定於2020年5月6日下午3時在Facebook、YouTube及Instagram等社交媒體，透過串流直播形式公布，為時約20分鐘，由金像獎協會主席爾冬陞主持。香港電影金像獎董事局在2020年9月28日決議，把原定2021年舉行的第40屆電影金像獎頒獎典禮順延至2022年舉行，並包含2020年及2021年符合金像獎入圍資格的電影。此為首次把兩個年度的上映電影合併於同一屆頒獎典禮頒獎。
4月28日，学院确认在流媒体服务提供商首映的电影可获得第93届奥斯卡金像奖提名资格，条件是影片原计划在洛杉矶等美国五大城市的院线放映。6月15日，学院表示典礼推迟到两个月后的4月25日举行，提名截止日期相应推迟到原定举行典礼的2月28日。同时学院主席奖和奥斯卡科学技术奖无限期延迟。英国电影和电视艺术学院随后也效仿推迟第74届英国电影学院奖。

### 电影节
多个电影节也不同程度取消或推迟。
被推迟的有：
- 塞萨洛尼基纪录片节（英语：Thessaloniki Documentary Festival）（3月5日推迟到2020年6月）[39]
- 北京国际电影节（4月到无限期推迟）[40]
- 布拉格国际电影节（3月底推迟到2020年晚些时候）
- 本顿维尔电影节（英语：Bentonville Film Festival）（4月29日到5月2日推迟8月）[25]、伊斯坦布尔国际电影节（英语：Istanbul International Film Festival）（4月10日到21日推迟到2020年晚些时候）[41]、翠贝卡电影节[11]、Cinequest电影创意节（英语：Cinequest Film & Creativity Festival）（活动为期两周，3月举行的首周上座率较低，故次周改到8月举行）[42]、比佛利山庄电影节（英语：Beverly Hills Film Festival）（4月1日到15日到无限期推迟）[43]、2020年马尼拉都会区夏季电影节（英语：2020 Metro Manila Summer Film Festival）（4月11日到21日到无限期推迟）[44] 。

被取消的有
- 瑞士国际电影节暨人权论坛（英语：International Film Festival and Forum on Human Rights）（原定3月初）[39]、红海国际电影节（英语：Red Sea International Film Festival）（首届原定3月）[3]、西南偏南（原定3月）[45]、金馬奇幻影展（原定4月）[46]、尼克儿童频道小电影节（英语：Nickelodeon Slimefest）[47][48]、Disney+欧洲上线新闻发布会[39]、福斯广播公司广告招商（英语：Upfront (advertising)）和节目推介会、多哈电影学院（英语：Doha Film Institute）国际导演会议、香港国际影视展、全国电影院业主协会CinemaCon[49]、里尔系列狂欢电影节[25]、第22届艾伯特电影节（英语：Ebertfest）和第44届克利夫兰国际电影节（英语：Cleveland International Film Festival）[50][51]。

2020年戛纳电影节于3月6日发出邀请函，尽管法国对原定日期之外的集会实施了限制。戛纳电视节和MIPTV 媒体市场不按原计划举行，前者改期到10月，后者取消。3月19日，戛纳电影节组委会宣布电影节不会在5月举行。而在一份声明中，主办方列出了几种选择，其中首要选择是推迟至6月底7月初左右进行。不过这也要根据疫情发展而定。
业内人士认为，疫情得到控制及大型活动改期后，较为不重要的商业活动和电影节可能会永久取消或者暫時停辦，为重要活动腾出时间，理由是取消安排如果没有造成大的影响，就不必要举行，从而缓解行业受疫情冲击出现的收益衰退。
4月27日，YouTube宣布联合全球20家顶级电影节，共同策划线上影展“四海为一家：全球电影展”（We Are One: A Global Film Festival），免费提供大量影视作品点播，中途不插播广告。所有内容将于5月29日到6月7日上线。
2020年台北電影節在沒有海外遊客的情況下如期舉行，成為全球首個在冠狀病毒疫情期間的影展活動。
由於電影院關閉影響，對於透過串流方式的電影是否放寬至允許如下：
- 允許：第93屆奧斯卡金像獎、其他電影
- 未確定：金馬獎、坎城影展

### 电影
1月22日，中国大陆贺岁大片《囧妈》取消院线发行，改为流媒体平台播出，此举意在鼓励人们在家观看。翌日，中国大陆关闭所有电影院。1月31日，《肥龙过江》在网络首播。《囧妈》上线首三日获得1.8亿个帐号播放，而中国大陆票房最高的电影（也是全球票房最高非英语电影）是2017年的《战狼2》，全球共卖出1.59亿电影票。2月初，计划2月和3月在中国大陆首映的美国大片正式撤档。中国大陆媒体公司开始于1月在线上映更多电影。亚洲市场也出现中国大陆和香港电影发行商取消农历新年出口影片的计划，包括中国大陆电影《急先锋》、《唐人街探案3》、《紧急救援》和《姜子牙》，台湾电影《可不可以，你也刚好喜欢我》的亚洲发行延迟到4月。未限制公众的亚洲多国电影院也增设洗手设备，其中一家院线的发言人表示会增加消毒机，对职员和观众进行体温检测，更频繁地清洁设备，同时在电影屏幕展示公共健康警告。农历新年是亚洲最大的电影发行期，但2020年疫情在此期间迅速蔓延，行业遇到阻碍。
3月初，原定于3月首映、4月公映的詹姆斯·邦德电影《007：无暇赴死》改档到11月，因此该片成了首部因冠状病毒疫情更改中国大陆以外地区档期的电影，引发对电影行业经济重大影响的讨论：其他制片公司也避免与第25部邦德电影撞车，而新的11月档期适逢电影扎堆上映的假日，造成了3月和4月的票房较低，11月票房不确定。然而，推迟发行很可能会给电影笼络更多关注度，占用了前两部邦德电影11月的档期。另外也有人建议其他受关注的电影紧随其后推迟上映，制造类似的效果。结果，其他几部电影也推迟全球上映日期，其中受大力宣传的波兰凶杀片《今天没有人在森林里入睡》（W lesie dziś nie zaśnie nikt）推迟3月13日档期，政治纪录片《Slay the Dragon》将上映时间从3月13日改到4月3日。
《比得兔兔》原计划于3月底和4月初分别在英国和美国上映，但受到疫情不确定影响延期到8月初。影片发行方索尼影业表示由疫情影响改变全球档期，而为了应对盗版，美国会同步上映，同时对手儿童片、梦工厂/环球的《魔发精灵2：世界之旅》已经将上映时间提前到《比得兔2》原定上映的周末。《魔发精灵2：世界之旅》的上映时间改到了《007：无暇赴死》上映的周末（也由环球影业发行），成为4月的大片。
其他电影也推迟了在某些国家上映的计划。迪士尼/皮克斯电影《½的魔法》于3月首周末上映，其他受疫情影响的地区暂不上映，包括关闭电影院的中国大陆，还有韩国、意大利和日本。同样3月上映的电影《寂静之地2》和真人动画电影《花木兰》推迟在受影响地区的发行。这引起人们担忧3月的电影开场表现欠佳，5月上映的大片（尤其是迪士尼/漫威的《黑寡妇》和环球的《速度与激情9》）会改期。不过漫威所遭受的影响不是很大，它已经确定会推迟上映，《黑寡妇》会改到《永恒族》原计划上映的11月档期。《花木兰》不在预期票房大仓中国大陆上映，也引发特别的忧虑，尤其是盗版泄露促使中国大陆不在电影上映时去电影院观看的可能性。相比之下，《寂静之地2》在中国大陆的关注不高，首部作品《寂静之地》在中国大陆的票房仅占10% 。
2020年3月12日，消息指考虑到广泛意见和禁止大型集会的政策，《寂静之地2》全球延期上映。同日，原定3月24日上映的印度电影《反恐追缉令》无限期推迟，《速度与激情9》的发行延迟到2021年4月。3月12日《花木兰》伦敦首映礼继续举行，不设红地毯，但翌日消息宣传影片公映推迟。迪士尼也推迟了《鹿角》和《X战警：新变种人》的上映，但《黑寡妇》维持上映。推测指前两部电影是独立作品，《黑寡妇》是漫威电影宇宙：第四阶段的首部作品，改期会影响后续漫威电影宇宙和漫威Disney+作品的开发和发行，迪士尼故未宣布延期，但不过该片最终在3月17日宣布延期上映，连同一起推迟的还有原定5月发行的《窺探》及《狄更斯之塊肉餘生記》。
2019年电影《冰雪奇缘2》按计划2020年6月26日在Disney+上线，现提前到3月15日。迪士尼行政总裁鲍勃·查佩克解释，这是因为影片有着“坚韧不拔的主题和家庭的重要性，这些信息极为重要”。3月16日，环球影业宣布三部院线电影《隐形人》、《猎捕》和《艾瑪.》自3月20日开始提供视频点播，每部电影48小时租赁价格为19.9美元。另外，计划于4月10日在美国和20日在全球上映的《魔发精灵2：世界之旅》会在上映同日开始提供点播。在3月上映但票房表现不佳的《½的魔法》也在3月21日在数字平台开放购买点播，4月3日登陆Disney+。3月20日，电影《音速小子》计划提前于3月31日登陆点播平台。
3月19日，环球影业和照明娱乐宣布受疫情影响，加上照明麦克古夫动画工作室临时关闭，无法赶在上映前完成作品，《小小兵2：格魯的崛起》从原定档期2020年7月3日撤出。
3月24日，华纳兄弟宣布，原定于同年6月5日上映的《神奇女侠1984》推迟到8月14日上映，另外三部电影《狗狗史酷比！》、《紐約高地》和《腫瘤》也延期。
3月26日，Aniplex宣布，原定于3月28日上映的《Fate/stay night [Heaven's Feel] III.spring song》電影延期至4月25日上映。其後在4月8日，官方再次宣佈電影延期，確實上映日待定。2020年6月26日，官方宣布电影将于2020年8月15日上映。
3月30日，索尼影視娛樂宣布，《魔鬼剋星 未來世》、《魔比斯》和《秘境探險》分別推遲至2021年3月5日、2021年3月19日及2021年10月8日上映，《Fatherhood》提前至2020年10月23日上映，而《比得兔兔》再度延期至2021年1月15日上映。《怒海戰艦》則無限期延檔。
4月2日，派拉蒙影業宣布，原定於6月26日上映的《捍衛戰士：獨行俠》已延至聖誕節檔的12月23日上映，而原預計於北美5月22日上映的《海綿寶寶：奔跑吧》也延後到7月31日上映。此外，原於12月25日上映的科幻動作片《明日戰爭》，派拉蒙決定撤檔，當週檔期則改由《捍衛戰士：獨行俠》替補。
4月3日，迪士尼宣佈，《黑寡婦》新上映日期為2020年11月6日，而第四階段的其他電影：《永恆族》、《尚氣與十環傳奇》、《奇異博士2：失控多重宇宙》和《雷神索爾：愛與雷霆》分別延期至2021年2月12日、2021年5月7日、2021年11月5日和2022年2月18日。《花木蘭》、《脫稿玩家》和《叢林奇航》分別延至2020年7月24日、2020年12月11日和2021月7月30日上映。同日，东宝宣布《名偵探柯南：緋色的彈丸》延期。
2020年9月，索尼影視娛樂公司董事長托尼·文西奎拉表示，在大流行結束之前，該公司將不會向影院發行任何預算巨大的電影。

## 制作
疫情关键地区（主要是中国大陆、韩国和意大利）的电影制作改期、换地点或彻底暂停。索尼影业在一名员工确认感染病毒后关闭伦敦、巴黎和波兰的办公室。美国编剧工会和演员工会-美国电视和广播艺人联合会取消全部现场会议。浙江省东阳市横店影视城无限期关闭。菲律宾电影制片公司星影业、富豪娱乐和一号影业原创暂停影片拍摄，3月15日生效，而当天马尼拉都会区和黎刹省卡因塔执行隔离检疫政策。
首部停止制作的大片是正在意大利威尼斯拍摄的《碟中谍7》，剧组人员抛弃片场回国。演员汤姆·汉克斯感染后，他正在澳大利亚昆士兰拍摄的未定名猫王电影暂停拍摄，剧组人员全部隔离。该片制作公司华纳兄弟联系澳大利亚的公共卫生部门寻找接触过汉克斯及不久后确诊、之前曾在悉尼歌剧院等多个场地表演的汉克斯妻子丽塔·威尔逊。漫威影业电影《尚气与十环帮传奇》同样在澳大利亚拍摄，由于导演德斯汀·丹尼尔·克雷顿正自我隔离等待冠状病毒测试，第一单元制作于2020年3月12日暂停 。由于担心新冠感染，迪士尼于3月13日推迟了《小美人鱼》与《小飛俠與溫蒂》等电影的开拍。
多部中国大陆和香港电影也暂停拍摄，包括计划在上海拍摄的王家卫电影《繁花》暂停制作。贾樟柯下部电影原计划于4月在中国大陆开怕，但之后推迟到明年春季。他表示可能会改下剧本。甄子丹的电影《极地搜救》暂停制作到年底。古天樂、劉青雲及郭富城合演的《掃毒3》延至2021農曆新年後才開機，並三月在泰國拍攝，後因泰國疫情仍然嚴峻，已定於五月改往內地開拍。

## 档期改动
疫情爆發後，在此期間上映的作品在全球或部分地區範圍內取消电影院上映计划，之后改换其他方式发行或推迟档期；這些作品的延後上映，造成大部分電影獎項頒獎典禮或影展延後。

## 发行

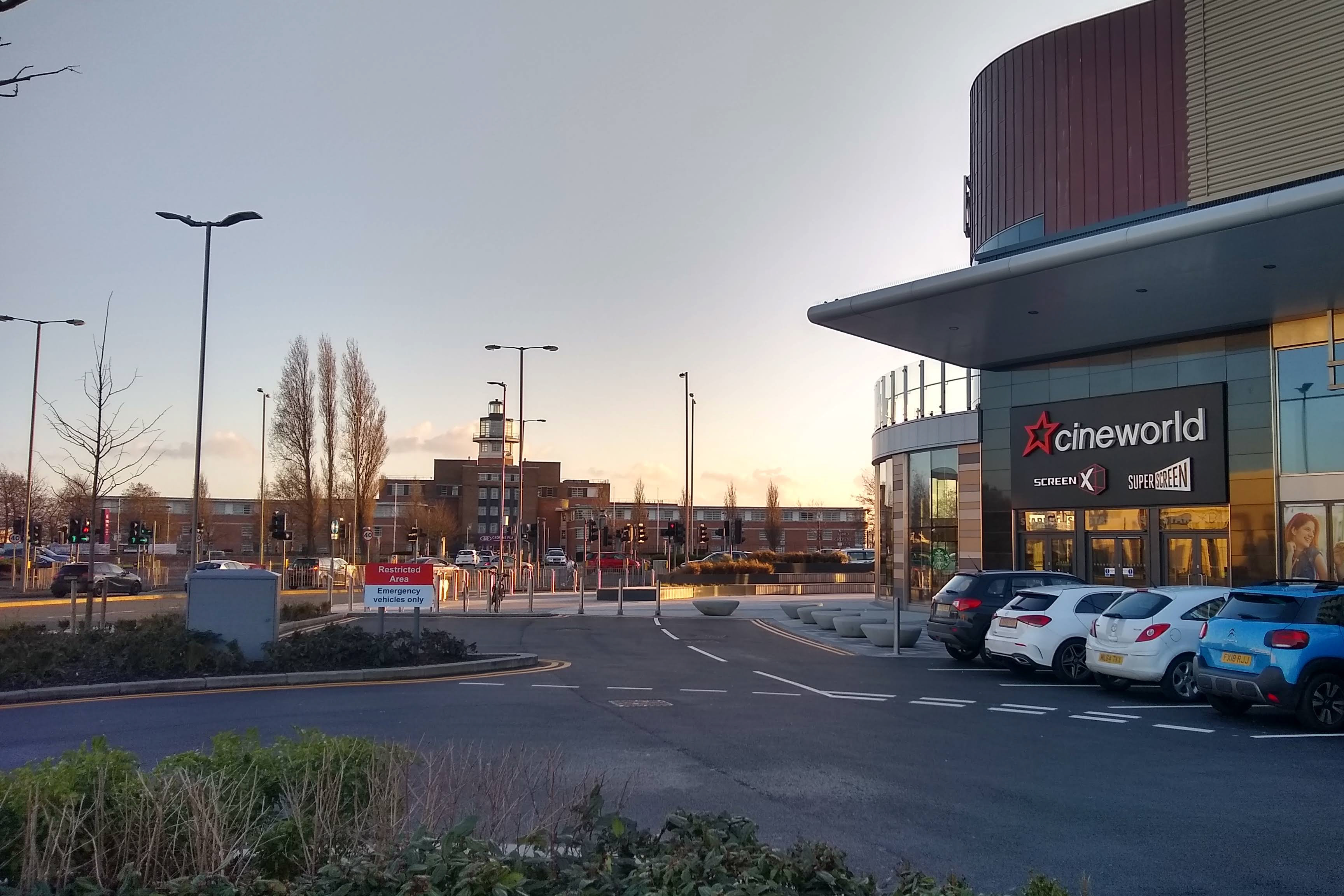
新泽西购物公园（New Mersey Shopping Park）的喜满客影城于2020年3月照常营业。喜满客此次疫情遭受严重影响

隨著全球股市反彈。2020年3月4日的周中，Cinemark下跌了0.53％，AMC下跌了3.5％。
电影院线股价继续下跌，即便是全球股票市场出现回弹时。2020年3月4日，《007：无暇赴死》宣布推迟上映当天，喜满客影城和AMC电影院股价分别下跌0.53%和3.5%。到3月6日，AMC股价两周内下跌30%。3月4日到6日间，Cineworld股价下跌20%，3月12日再跌24%。AMC股价下跌是因为意大利部分电影院关闭，加上《无暇赴死》改期上映给市场的信心缺乏；原定在首个周末发行的其他新片对观众的吸引力不大，可能会给放映这些片目的院线带来经济损失。电影院广告公司National CineMedia的股价也出现下跌，3月4日跌1.25%。到12日，喜满客、AMC和National CineMedia股价自3月初以来下跌35%以上。喜满客是全球第二大连锁电影院品牌，他们于3月12日发出通知，由于多部电影推迟发行致使档期空缺，股价下跌，公司可能会倒闭。Deadline Hollywood3月15日报道，美国100多家电影院已经关闭，部分是因为当地的决定，另一些则是由于没有顾客而不开放。
英国广播公司指出，流媒体服务的越来越受到追捧，特别是越来越多人呆在家中。《卫报》建议非大片在流媒体上线的时间，比以往影院发行后上线的预期还要快，迅速抢占市场。其中一部最热门的流媒体电影是2011年的，该片于2019年12月位列华纳兄弟电影观众观看数榜单第270位，到2020年3月跃升到底2位，同时进入iTunes电影出租榜前十，据称是因为影片的剧情跟正在暴发的2019冠狀病毒病疫情相似。截至3月12日，Netflix2020年股价一路上升。该平台于2020年1月发行了原创系列纪录片《流行病：如何预防流感大爆发》（Pandemic: How to Prevent an Outbreak）。Disney+提前原定时间八天，于3月11日在印度上线，不过迪士尼股价于3月9日下跌23%。

## 諷刺性情節
2022年美國電影《五腥級盛宴》中的其中一位客人直指「他出錢幫你在新冠期間繼續營業」一句，疑似暗示疫情期間經濟大受打擊。